# Brîkiv, Koreț
Brîkiv (în ucraineană Бриків) este localitatea de reședință a comunei Brîkiv din raionul Koreț, regiunea Rivne, Ucraina.

## Demografie
Componența lingvistică a localității Brîkiv
     Ucraineană (99,36%)
     Alte limbi (0,64%)
Conform recensământului din 2001, majoritatea populației localității Brîkiv era vorbitoare de ucraineană (99,36%), existând în minoritate și vorbitori de alte limbi.